# T-54/T-55
Los T-54 y T-55 fueron tanques diseñados en la Unión Soviética, descendientes directos del T-34. El primer prototipo del T-54 fue construido a fines de 1945 y entró en producción en 1947. Tras una serie de modificaciones mayores, el T-54 fue redenominado T-55 en 1955. Estos tanques fueron exportados a más de 50 países, producidos y mejorados continuamente hasta 1979 siendo el tanque de combate más producido en la historia con más de 95.000 a 100.000 ejemplares aprox en segundo lugar el T-34 y el M4.
El T-54/T-55 fue el carro de combate estándar de las unidades blindadas del Ejército soviético, del Pacto de Varsovia, y de otros ejércitos hasta la aparición del T-62, con los que convivió hasta su reemplazo por los T-64 y T-72.

## Variantes

### T-55

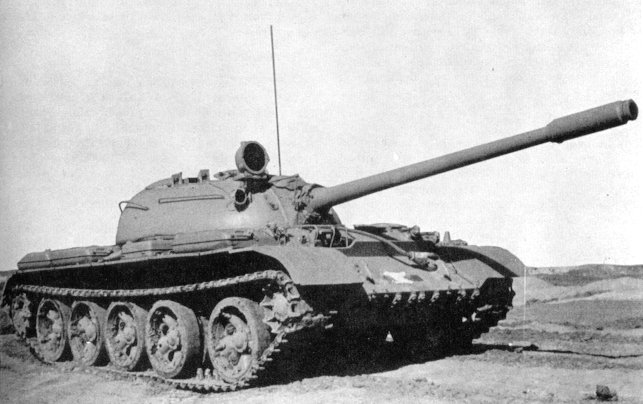
El T-55 original no tenía la ametralladora antiaérea pesada DShK 1938/46.

Con la necesidad de ampliar el diseño y aplicarle las mejoras correspondientes que iban apareciendo con el nuevo desarrollo tecnológico en armamento, sistemas electrónicos y de protección NBQ, se desarrolló a principios de los años cincuenta una nueva versión del T-54, que no sería designado como un modelo mejorado de este, sino que llevaría otro nombre, como si se tratase de un tanque completamente nuevo.

### T-55 básico

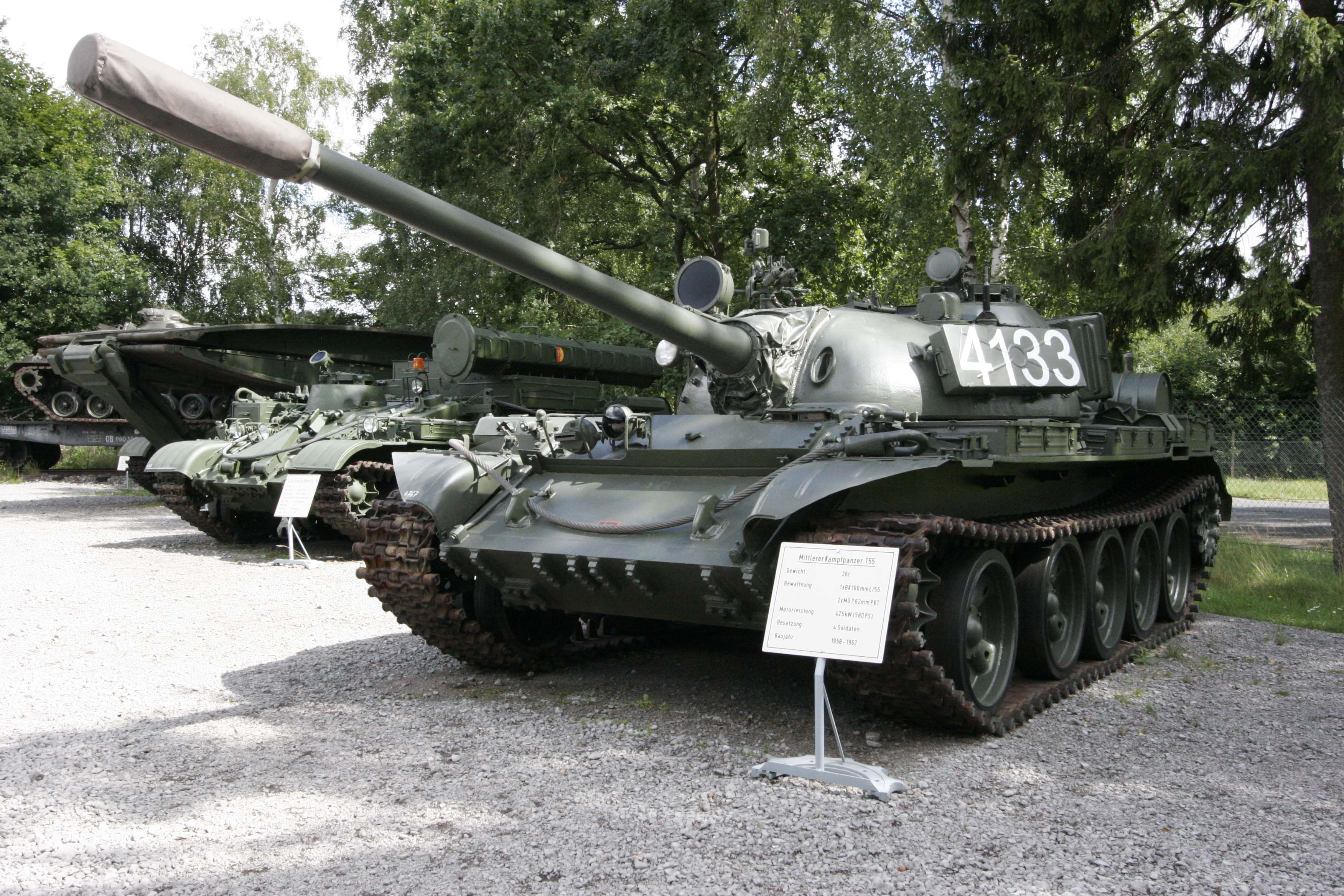
T-55A en el Panzermuseum de Münster, Baja Sajonia, Alemania.

Este blindado sería renombrado como Obyekt 155 o simplemente T-55 (básico), y su producción se lanzaría, al igual que la del T-54A, en 1955. También sería fabricado en Polonia y Checoslovaquia a partir de 1958. El T-55 mantenía la base del T-54, y resultaba muy difícil distinguir a los dos modelos cuando estaban juntos, incluso si se los veía de cerca. Aunque dejaron de ser fabricados mucho antes que sus sucesores, el T-54 seguiría en servicio en el Ejército Soviético junto con el T-55 gracias a las modernizaciones que se llevarían a cabo durante los siguientes años, reemplazando las viejas partes por nuevas, con el fin de llevarlos a los estándares de los T-55 más modernos y extender su vida operativa. Es por eso que también tienen muchos elementos en común, como las miras y luces de búsqueda infrarrojas del T-55 que progresivamente fueron instaladas en los viejos T-54-2, T-54-3 y T-54A.
Exteriormente se puede diferenciar al T-55 por poseer una nueva torreta, aunque es casi exactamente igual a la del T-54A, ya que los cambios significativos se encuentran en el interior. Esta carece de la cúpula de ventilación en forma de hongo que se ubicaba al frente de la ametralladora antiaérea pesada DShK 1938/46 de 12,7 mm. Esta última fue retirada, porque se la consideró muy poco útil frente a los nuevos aviones a reacción que en muchos casos rompían la barrera del sonido. En cuanto al cañón principal, durante los primeros años de producción le fue montado el D-10T2G de estabilización en dos planos, que básicamente era una versión mejorada del D-10TG utilizado en el T-54A, que sólo tenía estabilización vertical. A partir de 1957 se empezó a armarlos con el novedoso D-10T2S que ya era usado en el T-54B.
Otros cambios importantes fueron los de la planta motriz, cambiándose el V-54 por el V-55 de cuatro tiempos, 581 caballos de fuerza y embrague con poder asistido, incrementando la relación potencia/peso a 14,6 hp/ton y la velocidad máxima a 55 km/h. También se instalaron un sistema de protección PAZ contra radiación y químicos (versión básica), un sistema de protección NBQ de sobrepresión interna (en caso de que llegase a entrar aire contaminado, el exceso de presión dentro del tanque haría que este saliese por donde hubiese entrado), detector de rayos gamma y nuevo generador de humo TDA, cuya cortina era expulsada por el tubo de escape. La caja de cambios era manual, de 5 marchas hacia delante y una hacia atrás. Tanto en la primera marcha como en reversa alcanzaba la velocidad máxima de 6,85 km/h, en segunda llegaba a 14,66 km/h, en tercera a 20,21 km/h, en cuarta hasta 29 km/h y en quinta a 55 km/h.
Las ruedas de las orugas fueron reemplazadas por las de diseño de tipo “araña” y se le podía montar un nuevo snorkel, que le permitía cruzar por ríos y lagos de hasta 5,5 metros de profundidad a una velocidad de 2 km/h. Este es instalado en un lapso de entre 15 y 30 minutos aproximadamente, pero puede ser abandonado inmediatamente después de haber salido del agua. La capacidad de combustible y munición fue aumentada; la primera a 962 litros dándole un alcance de crucero de 500 km y un máximo de 700 km aproximadamente con tanques de combustible externos, mientras que la munición almacenada llegó hasta 45 proyectiles.
En la URSS la construcción del T-55 básico finalizaría en 1963, en Polonia en 1964, mientras que en Checoslovaquia recién en 1983, siendo la última versión importante en ser fabricada en todo el mundo.

### T-55A

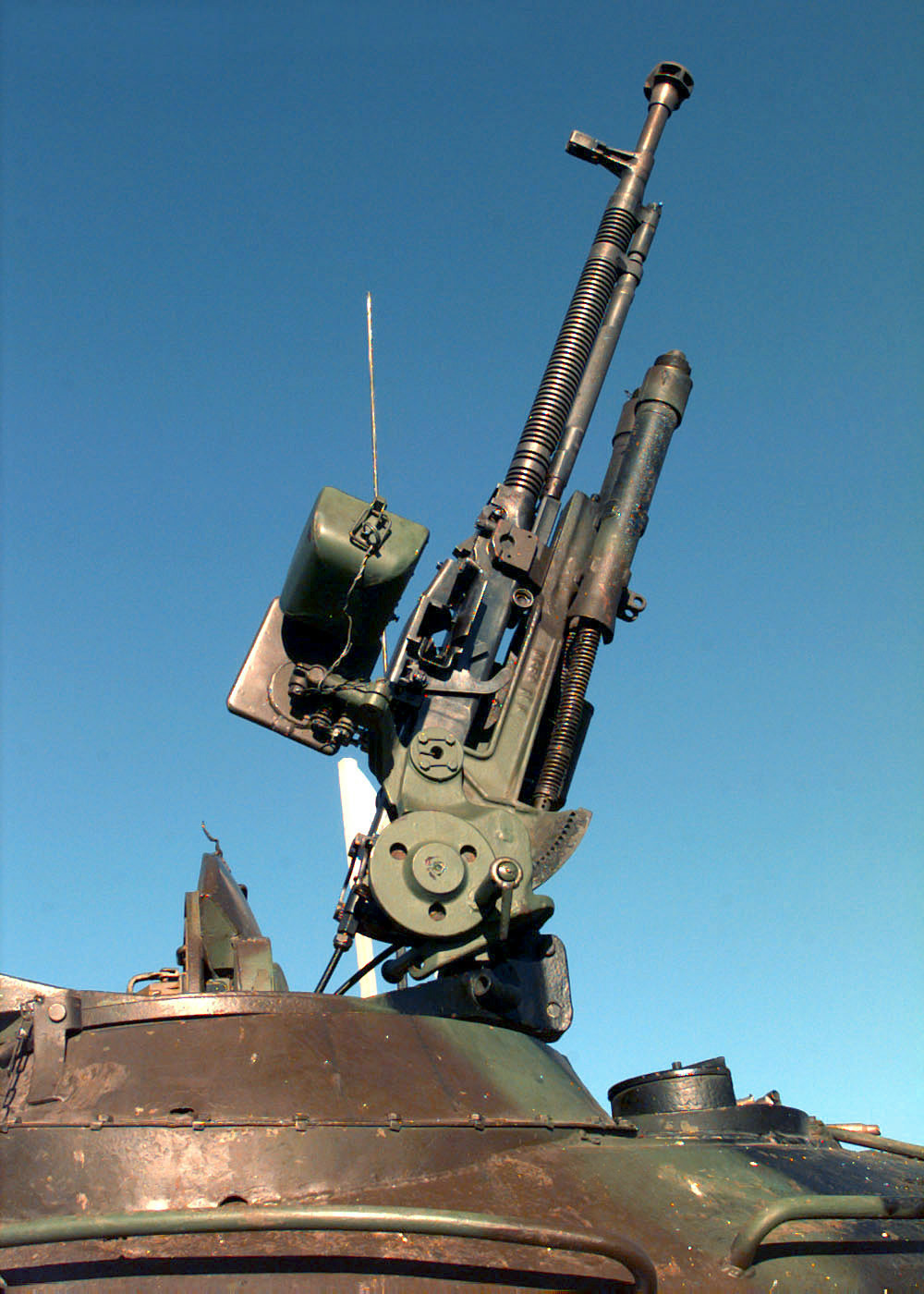
Ametralladora antiaérea pesada DShK 1938/46 montada sobre la torreta de un T-55.

Siguiendo con las mejoras, en el año 1963 aparece la versión T-55A (Obyekt 155A). Este modelo fue desarrollado principalmente para incorporar un nuevo revestimiento antirradiación y plena capacidad de filtración NBQ con el modernizado sistema PAZ/FVU. Igualmente, el tanque nunca llegó a ser totalmente “hermético”, así que la tripulación debía protegerse con máscaras y vestirse con trajes especiales para resguardarse de agentes químicos y biológicos. Este tipo de vestimenta, como dentro de cualquier otro tanque, era calurosa y muy incómoda, por lo que operar dentro del tanque en zona de guerra durante varios días era sumamente incómodo.
La principal mejora interna del carro fue la dotación de mejor protección antirradiación mediante el uso de revestimiento con láminas de plomo. Esto se notó exteriormente por el aumento del tamaño de las curvas de las escotillas del conductor, comandante y cargador, las cuales tuvieron que ser ampliadas para poder acomodar el material interno. También incluyó protección antirradioactiva POV (provocando que la silueta de las escotillas de la cúpula sobresalieran de esta) y filtrado de aire NBQ, distribuido alrededor de la ametralladora frontal del casco. La ametralladora coaxial SGMT fue reemplazada por una PKT (del mismo calibre que la anterior, pero con un alcance efectivo de 1000 metros, cadencia normal de 800 disparos por minuto y velocidad inicial de salida de 825 m/s) y la otra SGMT del chasis fue eliminada, lo que dejó espacio para otros 6 proyectiles de 100 mm adicionales, totalizando un máximo de 51 proyectiles para el arma principal. Para ese entonces, los T-55 estaban siendo complemento en las funciones de los más modernos T-62 y por este motivo parte de la producción de los T-55 fue reemplazada a favor del nuevo tanque (T-62).
El T-55A fue fabricado en Polonia desde 1964 hasta 1979, y concluyó su producción en la Unión Soviética en 1981.

### Primeras modernizaciones
Las modernizaciones de estos dos modelos (básico y A) comienzan en 1970, cuando a todos los T-55A se los adaptó para que pudiesen utilizar la ametralladora antiaérea pesada DShK 1938/46 de 12,7 mm, y a partir de 1972 se hizo lo mismo con los T-55 básicos. 
Durante 1974 todos los T-55 recibieron una actualización de equipamiento, añadiendo principalmente telémetros láser KTD-2, el cual estaba recubierto por una caja blindada que soportaba el fuego de armas ligeras, esquirlas de granadas u otro tipo de impacto menor y se ubicaba por encima del cañón.
Fue a partir de este período, por la aparición de los modernos T-64 y T-72, los T-55 de las fuerzas blindadas soviéticas fueron pasando a unidades de menor categoría, apoyando como carro de reserva. Sin embargo, el relevo se efectuó lentamente, ya que la cantidad de tanques T-55 y T-62 en servicio era mayor, ocupando el 85% del total de carros de combate soviéticos activos.

### T-55M/AM

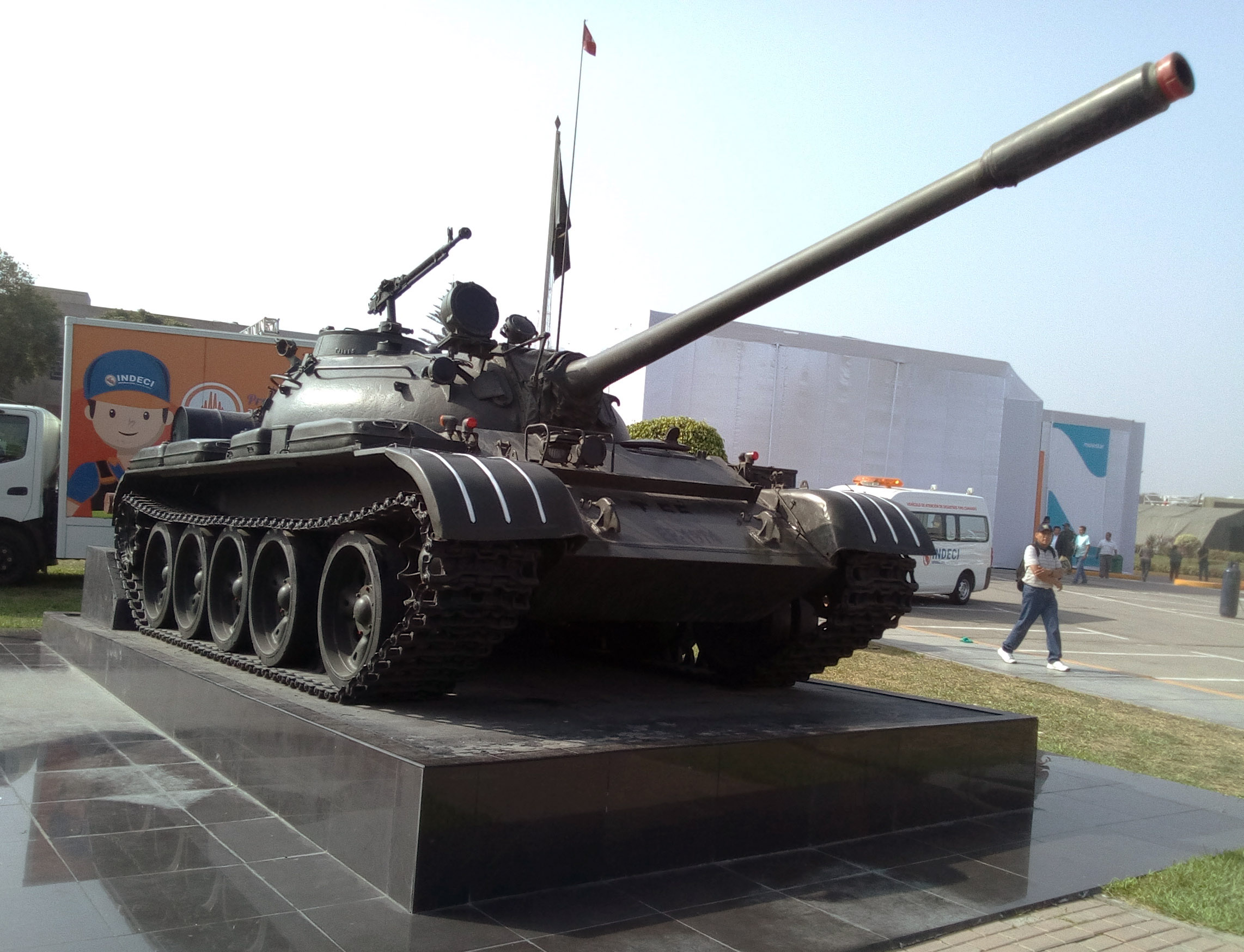
T-55 peruano en la sede del Cuartel General del Ejército del Perú

Las mejoras más importantes empiezan a ser aplicadas a partir de la segunda mitad de la década del setenta, en los denominados Obyekt 155M y Obyekt 155AM, más conocidos como T-55M y T-55AM, los cuales introdujeron una serie de mejoras en los T-55 y T-55A respectivamente (estos ya habían sido llevados a los estándares de los modelos 1970 y 1974). Se los equipó con el sistema de control de puntería Volna, sistema de estabilización de cañón mejorado Tsiklon-M1, nuevos visores TShSM-32PV, motor repotenciado V-55U de 621 caballos, suspensión mejorada y nuevas orugas RMSh.
También se amplió considerablemente la protección del tanque con la adición de dos placas de blindaje BDD (semicirculares, con forma de herradura) en el frente de la torreta y otra placa BDD rectangular sobre el glacis. De esta manera la torreta alcanza un nivel de protección contra proyectiles KE (Kinetic Energy, que utilizan energía cinética para penetrar) de 330 mm y contra munición CE (Chemical Energy, que utilizan energía química para penetrar) de 450 mm. Las placas BDD son en realidad cajas de acero huecas, que son rellenadas con espuma de poliuretano concentrado. Además se reforzó el blindaje del piso del chasis, para proporcionar mayor resistencia a las explosiones de minas antitanque, y se instalaron también nuevos sistemas antinapalm y antirradiación. Por último, se incorporaron nuevos equipos de radio R-173/173P, faldones para las orugas y 8 lanzafumígenas Tucha de 81 mm. 
El Ejército del Perú adquirió en esa época, siendo presidente el General Velasco Alvarado, un total de 375 tanques de este tipo para su División Blindada, en 1973 se ordenaron 24 T-54 a la Unión Soviética y se entregaron en 1973. En 1973 se ordenaron 250 T-55 a la Unión Soviética y se entregaron entre 1974 y 1975. [7] En su punto máximo hubo 360 T-54 y T-55 en servicio, de las cuales 24 eran T-54 Y 351 ERAN T-55. 300 T-54 y T-55 estaban en servicio a principios de 2001 [67] y 275 (alrededor de 200 estaban en servicio en 2005 [5] y 2006 [10] ) en servicio a principios de 2003, [68] 2004 [5] y 2006 [ 10] 300 T-54 y T-55, así como una cantidad desconocida de ARV basados en T-54/55, están actualmente en servicio. [69], de los cuales sorprendentemente aún se encontraban en servicio y plena actividad el 70% de este número hasta finales de 2013. El país sudamericano ostenta así una de las fuerzas más longevas y conservadas del T-55, merced a un cuidadoso mantenimiento al que se ha visto obligado ante las crisis económicas que tuvo que afrontar en los años siguientes a la salida de Velasco Alvarado. Posteriormente los T-55 y T-55A fueron sujetos a otras modificaciones y mejoras que determinaron la variación de su designación como veremos más adelante.

### T-55M-1/AM-1

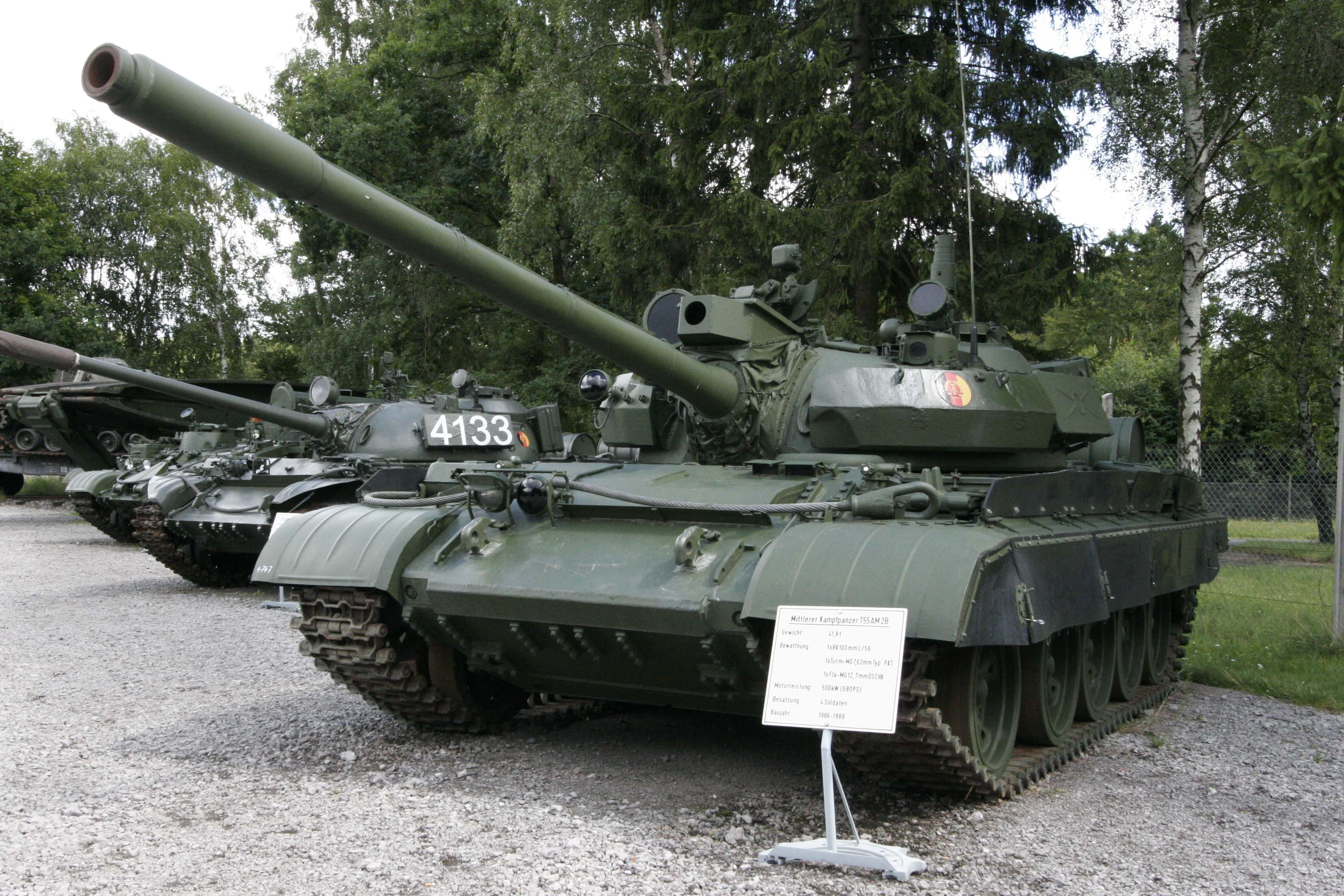
T-55AM2B, una versión checoslovaca que incluía blindaje pasivo BDD y capacidad para disparar misiles 9K116-1 Bastion (AT-10 Stabber).

Poco tiempo después se modificó a los modelos M y AM, que pasaron a llamarse M-1 y AM-1. Los ahora T-55M-1 y T-55AM-1 tendrían un nuevo motor V-46-5M de 691 hp, derivado del V-46-6 de 780 hp que utiliza el T-72 Ural. De esta forma, el peso del tanque alcanzaba las 41,5 toneladas.
A partir de 1983, dentro del marco del mismo programa de modernización, se modificaron a muchos T-55M y AM para que posean la revolucionaria habilidad de disparar el sistema de misiles antitanques guiados 9K116-1 Bastion de 100 mm (designación OTAN AT-10 Stabber) a través del cañón principal. Podían ser llevados 5 misiles dentro del tanque, que poseían la capacidad de penetrar 600 mm de acero a 4.000 m y eran recargados y disparados de la misma forma que un proyectil convencional. Estos eran guiados por láser mediante un visor 1K13-BOM que cumplía también la misión de mira para el artillero, aunque obviamente no podía hacer las dos cosas al mismo tiempo. Los últimos modelos pueden penetrar hasta 750 mm a una distancia de 6.000 m.
Los Bastion eran perfectos para la destrucción de tanques a larga distancia e incluso para derribar helicópteros que se encuentren volando a baja altura, y a pesar de que el misil era muy caro (cada uno costaba casi la mitad de un T-55M) le posibilitaba al D-10 trabarse en combate con los MBT más modernos.

### T-55AD
En 1981 apareció una versión particular, únicamente del T-55A, al cual se le había instalado el sistema de defensa activo KAZ 1030M Drozd (tordo), proporcionándole un nivel de protección bastante alto para la época contra misiles antitanque y granadas propulsadas por cohete. Este modelo sería conocido como T-55AD (Obyekt 155AD), y aunque el proyecto fue abandonado por el Ejército Rojo, la Infantería de Marina Soviética decidió aplicar el Drozd a unos 250 de sus T-55A. Esto terminó siendo muy provechoso puesto que el Drozd era en ese momento el único sistema de defensa activo del mundo en servicio operacional, y además era relativamente barato. A pesar de que el radar del Drozd no determinaba adecuadamente los parámetros de elevación de los misiles enemigos y el sistema de municiones que se encargaba de destruir a estos generaba daños colaterales elevados (sobre todo a la infantería que acompañaba de cerca al tanque), era para la época lo mejor en defensas antimisiles. La razón por la que se optó ahorrar tanto dinero fue la delicada situación de la URSS, que obligó a reducir considerablemente el presupuesto militar.
Hay que tener en cuenta que resulta mucho más económico equipar a un tanque que ya se encuentra en servicio con un moderno y eficaz sistema defensivo que solamente necesita instalarse, en vez de gastar millones en la construcción de un nuevo tanque (el Ejército soviético había estado a punto de incorporar al T-72, lo que hubiera representado un gasto mucho mayor). El Drozd convertía al T-55AD en un tanque muy bien protegido, a la misma altura que los MBT de principios de los ochenta en ese aspecto, sobre un diseño exitoso y más que probado, y que para la época ya se consideraba obsoleto. Así, el Ejército Rojo pudo continuar usando su principal medio de combate terrestre con el simple montaje de una nueva tecnología.
Fue entonces cuando se decidió aumentar la movilidad del modelo reemplazando el motor V-55U por el V-46-5M, tal como se había hecho con los modelos M-1 y AM-1. Esta versión repotenciada pasaría a llamarse T-55AD-1.

### T-55MV/AMV
Durante el año 1983, cuando la Unión Soviética empezaba a tambalearse, surgió un nuevo modelo con la intención de aumentar la resistencia del blindaje, ya que había una enorme cantidad de T-55 que todavía se mantenían en servicio. Estos se habían convertido en vehículos muy vulnerables y podían ser destruidos fácilmente por casi cualquier tanque occidental, así que para no tener que retirarlos se pensó en protegerlos mejor.
Estos eran los T-55MV y T-55AMV. La “V” es por vzryvnoj (explosivo), ya que fue diseñado específicamente para llevar el blindaje reactivo explosivo de primera generación Kontakt-1, en lugar de la adicional armadura pasiva BDD de los modelos M tradicionales. Estos ladrillos son normalmente montados en el frente de la torreta y alrededor del chasis, a excepción de la parte trasera, y hacen explosión cuando un proyectil impacta con estos, destruyéndolo antes de que perfore la coraza y estalle en el interior. Ofrecen un nivel de protección (total, junto con el blindaje convencional) estimado entre 700 y 900 mm contra proyectiles HEAT (munición antitanque de alto poder explosivo), pero existe la posibilidad de equiparlos con blindaje reactivo de segunda generación que conserva la misma capacidad de defensa contra proyectiles HEAT del Kontakt-1, además de poseer una resistencia de entre 450 y 480 mm contra munición de energía cinética.
Todo esto repercutió en el peso del modelo, que pasó a ser de 44,6 t, teniendo de esta manera una velocidad en carretera de 50 km/h y a campo traviesa de 26 km/h. Esta versión fue adoptada por la Infantería de Marina primero. Luego del colapso de la URSS, el Ejército también decidió modernizar muchos de sus tanques al estándar MV. Como en los modelos anteriores, les fue agregado el motor V-46-5M y se los redesignó como T-55MV-1 y T-55AMV-1.
Igualmente, para comienzos de los ochenta nadie querría gastar en un diseño desfasado, que no aguantaría mucho tiempo más y cuyo mayor defecto (la protección) no podría ser subsanado con la simple adhesión de blindaje reactivo. A finales de esta década, los T-55 del Ejército Soviético comenzarían, de a poco, a ser transferidos a la reserva.

### T-55M5
Una de las últimas versiones fue el T-55M5. El nuevo kit añadía blindaje reactivo Kontakt-5 de tercera generación alrededor del frente de la torreta, paneles blindados en el glacis, un nuevo sistema de control de tiro con miras estabilizadas TVK-3 y TKN-1SM para el artillero y comandante, y un nuevo sistema de estabilización del cañón. Puede ser propulsado por un motor V-55U mejorado (no difiere mucho del común) o un V-46-5M; además mantiene el cañón original D-10T2S de 100 mm y su peso en orden de combate es menor de 40 toneladas.

### T-55M6
Los rusos finalizaron la etapa de modernización de los T-55 con la última y por lo tanto mejor versión de todas, el T-55M6, en donde intentaron llevar a estos a los mismos estándares y capacidades del T-72. Es quizás la modernización más radical de todas las aplicadas sobre el tanque, ya que utiliza un nuevo y más largo chasis de 6 ruedas a cada lado, motor V-46-5M de 691 cv, y torreta y sistemas de armas del T-72B, con el cañón 2A46M de 125 mm y cargador automático inclusive. Opcionalmente el tanque puede ir equipado con el sistema de misiles antitanque 9K120 Svir y sistema de control de tiro 1A40-1 (del T-72B), o con los misiles 9K119 Refleks y su correspondiente controlador de puntería 1A42 (del T-80U).
El T-55M6 era una opción bastante económica, y sobre todo muy conveniente para aquellos países del Tercer Mundo que no podían adquirir tanques como el T-72. De esta forma, los usuarios que estaban decidiendo dar de baja a sus T-55 pudieron transformar sus carros de combate de manera que estos estén prácticamente a la misma altura que un T-72, pero a un precio mucho menor. Tal es así que muchos países han hecho sus propias versiones actualizadas localmente, con nuevos motores, blindaje reactivo, cañones de 120 o 125 mm, sistemas de protección activos, visores térmicos y telémetros láser. Estas mejoras lo convierten en un potente MBT hasta el día de hoy, siendo muy rentable para aquellas naciones que poseen un bajo presupuesto en defensa.

### Versiones de mando
Del T-55 también se desarrollaron versiones de mando, unas 9 en total. Los primeros dos modelos eran muy similares a los tanques de comando del T-54, pero con el tiempo se les fueron agregando radios R-123M y R-130M, generadores AB-1-P/30 y la ampliada capacidad de 12 proyectiles de 100 mm en total. Los últimos modelos estaban equipados con radios R-173 y R-143TS en vez de las anteriormente nombradas.

### Prototipos
Al igual que con el T-54, se utilizó al T-55 para probar el sistema antitanque 9M14 Malyutka (AT-3 Sagger). Esta vez fue instalada una lanzadera triple para estos misiles en la parte trasera de la torreta, pero las complicaciones surgidas y la poca eficacia del misil y sus limitaciones, impidieron que el prototipo Obyekt 155ML se produjera.

## Historial de combate
Los T-54/T-55 vieron acción en casi todos los conflictos que se desarrollaron desde los años cincuenta hasta hoy.
Aunque la mayoría de las veces su participación se dio en escaramuzas de segundo orden y siendo operados por países del Tercer Mundo, también estuvieron presentes en los más importantes sucesos internacionales de la segunda mitad del siglo XX. Muchas veces utilizados por ambos bandos, esta exitosa serie combatió en los más diversos teatros de operaciones; desde las sangrientas guerras civiles africanas y los largos enfrentamientos en los Balcanes, hasta las memorables luchas del Sudeste Asiático y Oriente Medio.
Sin embargo, no tuvieron la posibilidad involucrarse en ninguna acción militar importante durante su auge en la década del cincuenta y recién pudieron verse frente a frente con sus pares de la OTAN en los sesenta, fecha en la que ya habían sido superados en casi todos los aspectos.

### Bautismo de fuego
Los primeros de la serie en entrar en combate fueron los T-54A, durante la Revolución Húngara de 1956, cuando la Unión Soviética entró con sus tanques en Budapest el 4 de noviembre de 1956. El Ejército Húngaro opuso una esporádica y desorganizada defensa en las calles de la ciudad, pero logró poner fuera de combate a unos pocos T-54 con cocteles Molotov y cañones antitanque. Hasta ese momento el T-54 era considerado como uno de los mejores tanques del mundo, siendo mucho más pequeño que sus contemporáneos de la OTAN como los Patton estadounidenses (M46, M47 y M48) y Centurion ingleses, con una gran potencia de fuego para su ligero peso, pero con un blindaje equiparable al de sus rivales occidentales de la época.

### Medio Oriente
Más de una década después, en la guerra de los Seis Días de 1967, los T-54 y T-55 de Siria y Egipto se enfrentarían a los M48, Centurion, AMX-13 y Super Sherman M50 y M51 (versión repotenciada por Israel) del Tzahal (Fuerzas de Defensa Israelíes). A pesar de que sus tanques eran todavía buenos, las pobres tácticas de avance utilizadas por los árabes, junto con el bajo entrenamiento de sus tripulantes, Israel destruyo la fuerza aérea de Egipto en un ataque sorpresa horas antes dejando al ejército Egipcio sin apoyo aéreo sufriendo a manos de los hebreos una aplastante derrota en menos de una semana, destruyendo la mayor parte de sus fuerzas acorazadas y mecanizadas.
Esto se debió también a la excelente planificación de las operaciones judías y al alto nivel de entrenamiento de los tanquistas israelíes, que con su diversa mezcla de blindados y en inferioridad numérica lograron frenar la inminente conquista de Jerusalén y luego contraatacar sobre territorio enemigo.
Pero el factor más importante de la victoria Israelí vino desde el aire. En el primer día de la guerra, la Fuerza Aérea Israelí aniquiló las flotas aéreas de combate de Egipto, Siria, Jordania e Irak por los mismos motivos, razón por la cual pudo concentrarse en atacar las amontonadas formaciones terrestres enemigas que entraban a Israel. Fue aquí donde los Mirage III CJ, Súper Mystere y Ouragan destruyeron a la mayoría de los T-54 y T-55 árabes, que corrían a través del desierto sin apoyo aéreo.
Nuevamente, Oriente Medio estallaba en 1973 con la denominada guerra de Yom Kipur. En este conflicto, los T-55 ya se podían considerar anticuados, y su cañón D-10 empezaba a perder efectividad competitiva frente a los L7 y M68 de 105 mm con los que contaban los Centurion Mk V y M60A1, más precisos, potentes y con mayor alcance (hay que señalar que estos cañones occidentales se desarrollaron para superar precisamente al D-10 soviético). La única ventaja que tenían los T-55 es que muchos de ellos habían sido equipados con sistemas de visión nocturna, algo que sus oponentes no poseían, pudiendo atacar eficazmente durante la noche. No obstante, esta característica no influyó en el desarrollo de los combates entre tanques ya que casi todos ellos se libraron de día.
Durante los 20 días que duró la guerra, los modernos tanques israelíes citados anteriormente batieron a los más numerosos pero ineficazmente protegidos T-54 y T-55 a una distancia mayor de la que el tanque de origen soviético podía hacer fuego. La mayoría de las bajas israelíes en su parque blindado fueron a causa de misiles antitanque como el 9M14 Malyutka (AT-3 Sagger), y en menor medida por los lanzacohetes RPG-7.
Algo muy curioso fue que el Tzahal también tuvo a disposición unos 200 T-54/T-55 completamente operativos, que habían sido capturados luego de su apabullante victoria en 1967, y cuya participación en esta guerra fue algo escasa, estando en su mayor parte en unidades de reserva y retaguardia.

### Vietnam
En el transcurso de la guerra de Vietnam, el T-54 fue utilizado por el Ejército de Vietnam del Norte, destacándose por su número en la Ofensiva de Pascua de 1972 y en la Ofensiva de Primavera de 1975. Terminó demostrando ser vulnerable frente a los lanzacohetes antitanque descartables M72 LAW e incluso hubo algunos averiados y destruidos por los cañones de 76 mm de los M41 Walker Bulldog del Ejército de Vietnam del Sur pero a corta distancia.
En cambio los M48A3 Patton (estos sirvieron en su mayoría para el Ejército de los Estados Unidos y el Cuerpo de Marines de los Estados Unidos, aunque también una pequeña cantidad fue operada por el Ejército de Vietnam del Sur), batieron a algunos T-54 con sus cañones de 90 mm, algo inferiores en potencia a los D-10 de 100 mm. Aquí, la diferencia la hizo el grueso blindaje del M48, que no podía ser penetrado fácilmente por el cañón ruso a largas distancias, ni tampoco el T-54 por el cañón estadounidense a largas distancias; además, los avanzados sistemas de puntería le conferían al M48 buena precisión, superior a la de los T-54 originales.
De todos modos, el estilo de combate que predominaba era cercano; muchas veces se daba en caminos selváticos muy cerrados y también en zonas semiurbanas, por lo que la lucha entre tanques se resolvía simplemente disparando antes que el enemigo. En estas situaciones jugaba un importantísimo papel la pericia de los tanquistas.
Luego de haber retrocedido por la gran superioridad aérea de la USAF (Fuerza Aérea de los Estados Unidos), el Ejército de Vietnam del Norte supo reponerse y finalmente derrotó a las fuerzas blindadas survietnamitas, compuestas en su mayoría por los desgastados M41 y M48 que habían sido usados por los Estados Unidos. Este desenlace final en favor de los norvietnamitas se debió en gran parte al incremento de horas de entrenamiento de las tripulaciones de los T-54 y por la utilización de nuevas tácticas de combate.

### Otros conflictos

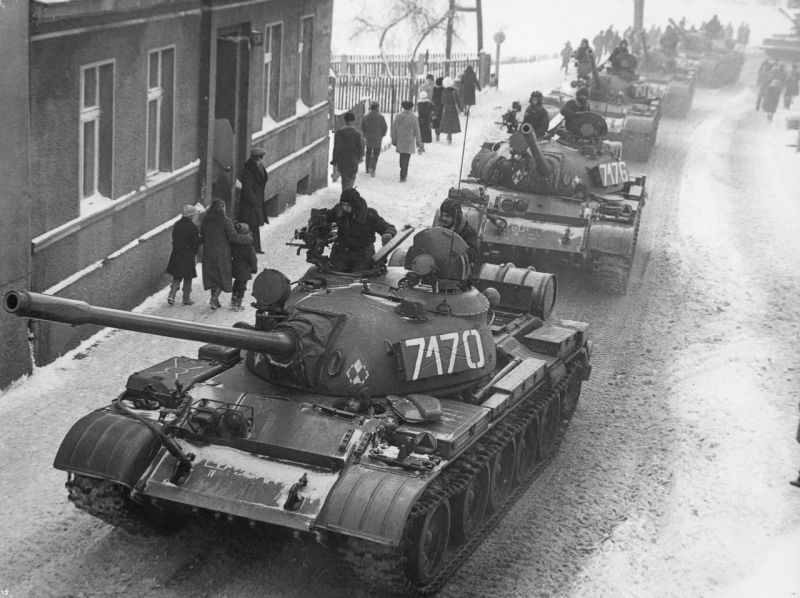
T-55L polacos en las calles durante la Ley Marcial en Polonia.

En el año 1971 se desató la Tercera Guerra Indo-Paquistaní, en donde los T-55, Centurion, AMX-13, PT-76 y M24 Chaffee indios fueron empleados en Chaamb contra los M48 Patton, M24 Chaffee y Tipo 59 paquistaníes.
Los T-55 indios se vieron beneficiados por sus dispositivos infrarrojos de visión nocturna y mejores municiones perforantes, pero su oponente más complicado de abatir era nuevamente el M48, aun así muchos M48 paquistaníes fueron destruidos.
Entre diciembre de 1981 y julio de 1983, los T-55L polacos fueron utilizados durante la Ley Marcial en Polonia para intimidar a la población y suprimir la resistencia existente contra el régimen comunista del país. Más de 100 civiles murieron durante el periodo de la Ley Marcial a causa de la represión llevada a cabo por el gobierno de la República Popular de Polonia.
Durante las guerras yugoslavas los T-55 fueron los tanques más utilizados por todas las fuerzas armadas de la región. 

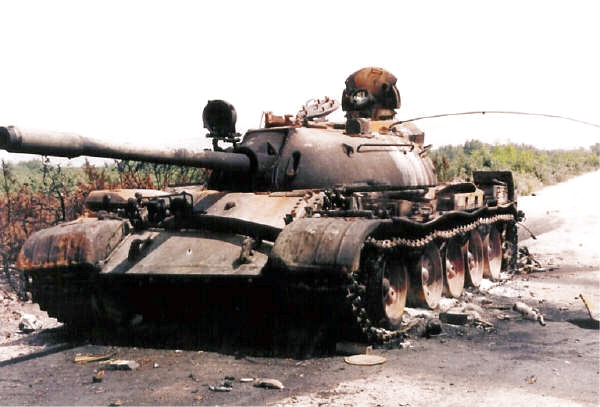
T-55 serbio destruido por el Ejército Croata en la carretera de Drniš

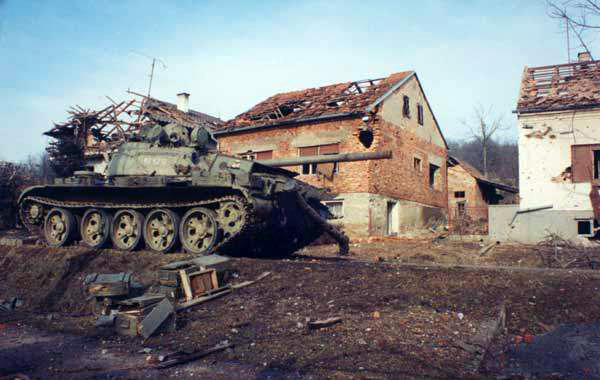
Tanque yugoslavo (serbio) T-55 destruido por un misil croata antitanque

En la Guerra Croata de Independencia (1991-1995), el T-55 era el tanque más numeroso del Ejército Popular Yugoslavo, reivindicando vulnerabilidad frente a armas antitanque portátiles mucho más modernas; además fueron mal empleados en áreas urbanas y terrenos muy escabrosos, pero no pudieron ser reemplazados en su rol de tanque principal debido al elevado número de unidades en servicio. Desde mediados hasta finales de 1991, durante la Batalla de Vukovar, el Ejército Popular Yugoslavo agrupó a la mayor parte de sus blindados, y fue aquí en donde muchos de ellos fueron totalmente destruidos casi exclusivamente por los RPG-7 croatas.
También se usó intensamente en la guerra civil de Nicaragua entre 1980 y 1990 por el Ejército Popular Sandinista en la versión T-55M. Fueron entregados entre 80 y 100 unidades de las que se mantienen 62 en servicio en el ahora llamado Ejército de Nicaragua como parte de la Brigada de Infantería Mecanizada BIM, varios quedaron varados en el lodo de la selva y montaña impenetrable en el norte, sur y en la costa Caribe de Nicaragua, otros fueron destruidos por los contras del movimiento de contrarrevolución. El arma favorita para destruir los T-55 fue el RPG 7 que se poseía en grandes cantidades, los T-55 probaron ser ineficientes en terrenos difíciles tales como las montañas del norte de Nicaragua, además eran blanco fácil para los misiles antitanque.

### Kuwait e Irak
Sin dudas, el peor desempeño jamás visto del que fuera el mejor tanque del mundo en los primeros años de la Guerra Fría, se dio en los campos de batalla de los desiertos kuwaitíes e iraquíes en la guerra del Golfo Pérsico de 1991 y la guerra de Irak del 2003.

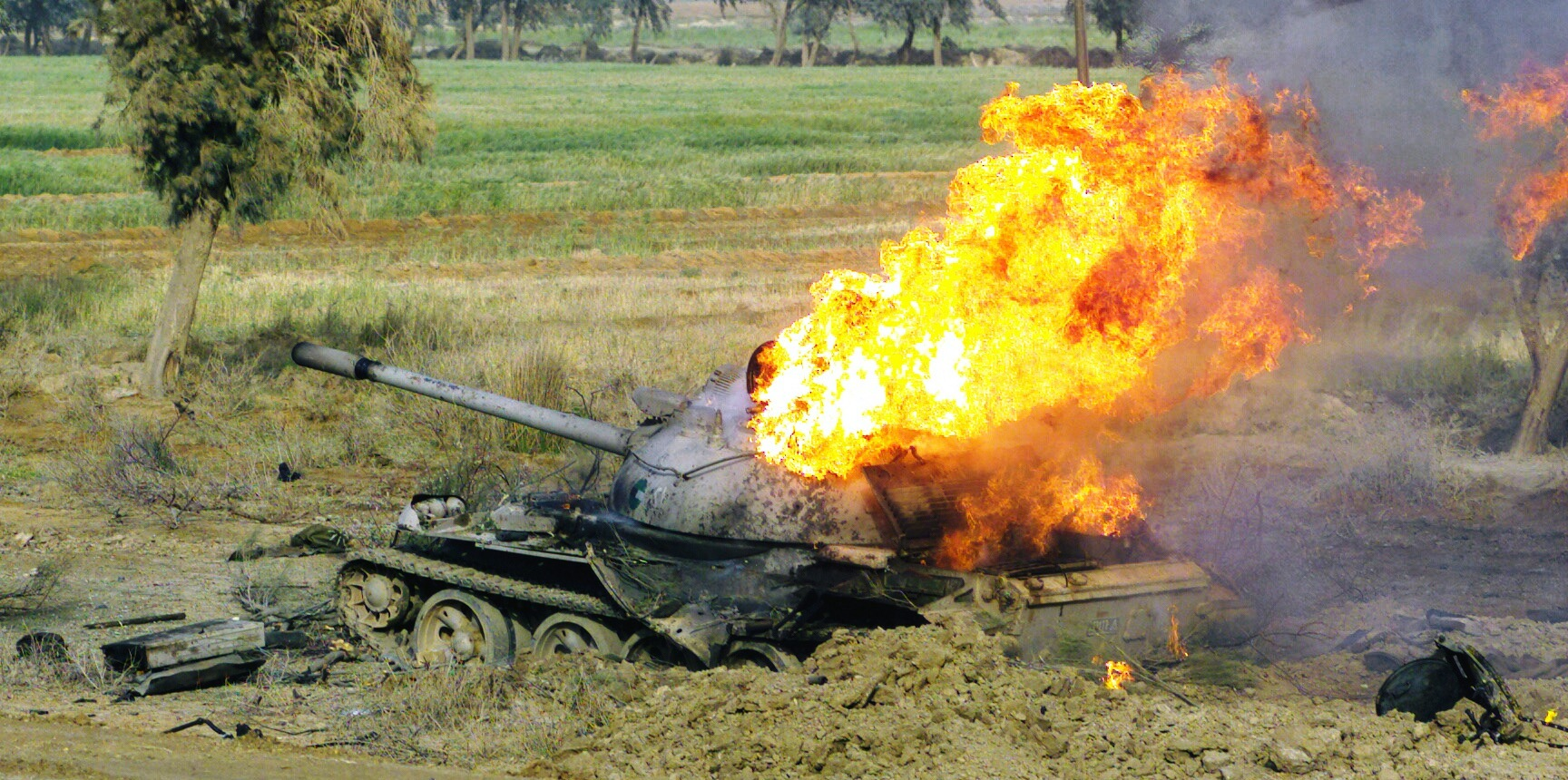
T-55 iraquí destruido y en llamas durante la Operación Libertad Iraquí.

En la Operación Tormenta del Desierto, casi todos los Tipo 59 y Tipo 69 (tanques obsoletos para aquel entonces) del Ejército Iraquí fueron condenados cuando se los envió al frente de batalla, reservándose los más nuevos T-72 de la Guardia Republicana Iraquí para la defensa de Bagdad. A pesar de que pelearon con coraje, los tanques de Saddam no tuvieron ninguna oportunidad y fueron atacados por tierra y aire. Las fuerzas estadounidenses neutralizaron cualquier daño que pudiesen haber provocado los Tipo 59/69 con sus M1A1 Abrams, que con sus cañones M256 de ánima lisa y 120 mm se hicieron cargo de sus obsoletos contrincantes sin ningún problema y baja alguna. Los estadounidenses usaron proyectiles de carga hueca contra el blindaje de estos tanques, estos perforaban el blindaje de la torreta y por el forado penetraba el plasma de la explosión de la carga incinerando instantáneamente a sus ocupantes y luego haciendo estallar las municiones al interior, finalmente la torreta salía despedida por los aires con la explosión secundaria, todo en menos de 2 segundos.
Durante la batalla de Norfolk, un tanque Challenger de la primera división blindada del ejército británico, destruyó un tanque T-55 iraquí a una distancia de 4700 metros, siendo la mayor distancia a la cual un tanque fue destruido por otro tanque.
La coalición también destruyó tanques iraquíes con los M2/M3 Bradley, AH-1 Cobra, AH-64 Apache, F-111 Aardvark y A-10 Thunderbolt II; se estima que sólo el 30% de ellos sobrevivieron a la guerra.
En la Operación Libertad Iraquí los resultados fueron muy similares; los escasos Tipo 59 y 69 que lograron escapar de las fauces enemigas en 1991 combatieron contra los mejorados M1A2, Challenger 2 y la potencia aérea de la USAF. Los pocos tanques que se salvaron huyeron en el final de la guerra hacia Irán.

### Guerra en Ucrania 2022
En la guerra en Ucrania, Eslovenia donó al ejército ucraniano 28 tanques de la variante modernizada M-55S. Por otro lado, al ejército ruso se le ha visto usar T-54/T-55 con modificaciones de rejillas. Entre febrero de 2022 y diciembre de 2024, Rusia perdió alrededor de 10 tanques T-55.

## Derivaciones rusas
Los rusos utilizaron las estructuras de sus T-54/T-55 para fabricar una enorme cantidad de diversos vehículos, manteniendo casi siempre el exitoso chasis y sistema de rodaje. El diseño básico del tanque permitía gran ampliación del mismo, creando una gran variedad de posibles vehículos especializados para cumplir misiones específicas en el campo de batalla, que a su vez conservarían la alta movilidad todo terreno de un tanque, pudiendo transitar a través de los peores terrenos por donde los rápidos blindados sobre ruedas no pueden. Entre las modificaciones más conocidas se encuentran un vehículo antiaéreo, un VCI, varios lanzallamas y más de 15 vehículos de combate para ingenieros.

### BTR-T (BroneTRansporter-Tyazhelyy)

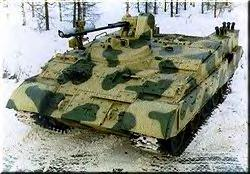
Vehículo de combate de infantería pesado BTR-T

El BTR-T es un vehículo de combate de infantería pesado basado en el chasis del T-55. Tiene una torreta ultra compacta que permite montar varias configuraciones de armas; además el blindaje ha sido aumentado, proporcionando un valor de protección máximo en el frente del chasis de 600 mm con el blindaje reactivo incluido. Su peso es de 38,5 t, su tripulación de 3 hombres y puede transportar a otros 5 soldados en un compartimiento de tropas trasero. Aun así conserva las dimensiones exteriores del chasis.
Puede tener como armamento principal un cañón automático 2A42 de 30 mm (el más común), o una batería de dos cañones automáticos 2A38, o una Ametralladora pesada NSV. Como armamento secundario puede instalársele un lanzador individual para misiles antitanque 9M113 Konkurs (la más común) o un lanzagranadas automático AGS-17 de 30 mm.
El proyecto surgió luego de la primera guerra chechena, en donde los BTR-80 y BMP-2 del Ejército Ruso resultaron muy fáciles de penetrar. Fue así que con el requisito de un VCI muy bien protegido se optó por esta práctica y barata solución, que además le daba una nueva e innovadora utilidad a los chasis de los viejos y obsoletos T-55.

### ZSU-57-2 (Obyekt 500)
El ZSU-57-2 es un vehículo blindado de defensa antiaérea que utiliza el chasis modificado de un T-54A con una rueda menos en cada oruga, con una nueva torreta, más alta y ancha que aloja a dos cañones automáticos L/69 S-60 de 57 mm.

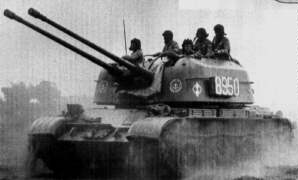
Vehículo blindado antiaéreo ZSU-57-2M.

Es bastante más liviano (31 t), en parte por su fino blindaje de 15 mm de acero. La tripulación del vehículo ha sido aumentada a 6 hombres (comandante, conductor, y 4 operadores para los cañones).
Cada cañón es capaz de disparar una gran variedad de municiones a una cadencia máxima de 120 proyectiles por minuto y sostenida de 70 proyectiles por minuto. El alcance efectivo horizontal de estos es de 4.000 metros y el máximo total es de 12.000 metros, mientras que el alcance efectivo vertical es de 4250 metros y el máximo total es de 8000 metros. Dentro del vehículo se pueden alojar 316 proyectiles.
La elevación de los cañones es de +85°/-5° a una velocidad de 20° por segundo, y la torreta puede moverse 360° a razón de 30° por segundo. Esta última tiene el techo descubierto, de modo que el ZSU-57-2 no puede operar bajo condiciones NBQ. Las restantes partes y capacidades son prácticamente iguales que las del T-54.

### SU-122-54 (Obyekt 600 - Samokhodnaya Ustanovka)
Cañón autopropulsado que emplea el chasis modificado de un T-54A, que se parece más al de un T-62, armado con un cañón M62-T de 122 mm y con 32 proyectiles. También denominado como IT-122, fueron construidos 77 vehículos entre 1955 y 1957.

### OT-54 (Obyekt 481)
Tanque lanzallamas basado en el T-54, manteniendo el cañón D-10 e incorporando como armamento secundario con un lanzallamas ATO-54 en lugar de la ametralladora coaxial SGMT de 7,62 mm.

### TO-55 (Obyekt 482)
Tanque lanzallamas basado en el T-55, que se convierte para dicha función con la instalación de un lanzallamas ATO-200 en reemplazo de la ametralladora coaxial SGMT de 7,62 mm. Cuenta con 12 cargas pirotécnicas, las cuales son usadas para encender el lanzallamas. En el lugar donde se almacenaba parte de la munición de 100 mm, existe un reservorio de 460 l que contiene el líquido inflamable, utilizándose un promedio de 36 l por cada disparo. El ATO-200 tiene un alcance efectivo de 200 m, y su chorro tiene una velocidad inicial de salida de 100 m/s.

### BMR-2 (Boyevaya Mashina Razminirovaniya)
Tanque barreminas que utiliza el chasis del T-55 y que se encuentra provisto de un rodillo barreminas KMT-7. Este vehículo entró en servicio en 1987, durante la guerra de Afganistán, y no tiene torreta pero está armado con una ametralladora NSVT montada en el techo del chasis, que posee un escudo de protección frontal. Más adelante, en algunos vehículos, se cambiaron los KMT-7 por una gran variedad de diseños de rodillos barreminas para experimentar.

### GPM-54 (Gusenichnaya Pozharnaya Mashina)
Vehículo de combate contra incendios basado en el T-54, equipado con cuchillas excavadoras en el frente del chasis, tanque de agua interno y manguera montada sobre la parte delantera del chasis. 
Existe otra versión con rociador de agua, identificado en la trasera de su torre como "Big Wind"(Gran viento), diseñada con dos finalidades:
1) Limpieza de carros de combate que han sufrido rociado de agentes químicos.
2) Combate de incendios petrolíferos, con un sistema de múltiples boquillas de agua en vez de la torreta, operado por un doble motor jet de MiG-21, que impulsa el agua rociada con enorme fuerza. El sistema giratorio puede disparar chorros de agua alrededor del carro. El diseño se inició sobre el chasis de un T-34/85 y pasaría a chasis obsoletos de T-55. Usado en Kuwait en 1991 para apagar pozos petrolíferos ardiendo.

## Variantes extrajeras

### Ramsés II (carro de combate)
Es la reconvención de los chasis del T-54 del arsenal egipcio siendo híbridos similares a los Tiran-5 israelíes, en los que se adaptan profundas mejoras, como son el alargamiento del casco, un nuevo motor similar al usado por el M60A3, un cañón de 105mm con diseño derivado del ocupado en el carro antes mencionado, nuevos sistemas de miras y radios, así como la incorporación de kits de blindaje y protección ABQ mejorada. Se encuentran en servicio actualmente unas 260 unidades, y se planea aumentar su cantidad con la conversión de otros 140 a 160 blindados.

### Tifon 2A
El Tifon 2A es un tanque de combate, derivado del T-55/ T-55AGM. Es desarrollado por el Ingeniero Sergio Casanave Quelopana y la empresa Oficina de Diseño Morozov de Járkov en Ucrania. Posee mejoras radicales en todos sus sistemas, incluyendo los equipos electrónicos más sofistificados en existencia. Entre ellas, un cañón modelo KBM-1M calibre 125 mm de 48 calibres de anima lisa, una ametralladora KT-12.7 calibre 12.7 x 108 mm con un sistema de disparo a control remoto, y con visor termal para el tiro diurno-nocturno y una ametralladora co-axial KT-7.62 calibre 7.62 x 54 mm. En cuanto al blindaje, tiene uno pasivo “Deflek” y uno reactivo "NOZH". Por parte del motor, tiene el modelo 5TDFMA de 1,050HP (895 kW) Bóxer 1,050. Por último, posee orugas con pads de neopreno y suspensión por barra de torsión, independiente. 
Esto brinda mejor movilidad, potencia de fuego, y capacidad de enganchar enemigos a mayor distancia. Este tanque se considera el sucesor del T-55.

### M-55S
El M-55S es una modernización eslovena realizada en 1999. La mejora de los vehículos de combate, incluyó la instalación de un nuevo cañón L7 de 105 mm, una mira Fotona SGS 55 y sistemas mejorados de protección y control de fuego. La modernización fue realizada por la empresa eslovena STO RAVNE junto con la israelí Elbit.